# Pas si bête (film, 1946)
Ne doit pas être confondu avec le film  Pas si bête (film, 1928) du même réalisateur, sorti en 1928
Pour les articles homonymes, voir Pas si bête.
Pour plus de détails, voir Fiche technique et Distribution.
Pas si bête est un film français réalisé par André Berthomieu, sorti en 1946.

## Synopsis
Léon Ménard (Bourvil) est un paysan normand des plus matois. Invité chez son oncle Henri (Albert Duvaleix), un industriel prospère, par sa cousine Nicole (Suzy Carrier), il va perturber les manœuvres de plusieurs intrigants :
ainsi, il déjoue les manœuvres d'une chanteuse cupide (Mona Goya) bien décidée à se faire épouser par l'oncle Henri avec la complicité de son amant.
Il découvre aussi la combinaison du comte de Bellemont (Jacques Louvigny), un châtelain vaniteux et ruiné, désireux de marier son fils à la riche héritière Nicole. Le comte démasqué se retire avec fracas, entraînant avec lui son fils Didier (Bernard Lancret), que Nicole croit complice des agissements cupides de Bellemont père. Une lettre interceptée par la fidèle gouvernante de la famille ouvre les yeux à Léon quant à la pureté des intentions du jeune homme. Il convainc sans difficulté l'oncle Henri de nommer ce dernier à la tête d'une de ses usines, et les Ménard au grand complet célèbrent peu après les doubles noces de Nicole et de Didier, et de Léon et de sa jeune promise Rosine (Jacqueline Beyrot).

## Fiche technique
- Titre : Pas si bête
- Réalisation : André Berthomieu
- Scénario et adaptation : André Berthomieu
- Dialogue : Paul Vandenberghe
- Décors : Raymond Nègre, assisté de Henri Sonois, Olivier Girard
- Costumes : S. Carrier est habillée par Bruyère et M. Goya par Maggy Rouff
- Photographie : Pierre Franchi, Fred Langenfeld, assistées de Nicolas Citowitch et Roger Moride
- Musique : Maurice Thiriet, Étienne Lorin, Georges van Parys, sous la direction de Roger Roger
  - Les chansons : Quand même (paroles : Bourvil ; musique : Etienne Lorin, éditions musicales Fortin), Les Hirondelles (idem), Il a suffi d'un hasard (idem, sauf éditions Beuscher Arpège),.
  - La chanson : Pour sûr, qu'est-ce que tu dis?, paroles de Jean Rafa et Bourvil, musique de Jean Rafa et Émile Prud'homme est interprétée par Bourvil
- Son : Louis Perrin, assisté de Robert-Jean Philippe
- Montage : Jeannette Berton, assistée de Madeleine Lavigne
- Assistants réalisateur : 1) Raymond Bailly, 2) Lucien Bonhomme
- Maquillage : René Daudin
- Script-girl : Jacqueline Loir
- Photographe de plateau : Raymond Heil
- Régisseur général : Georges Testard, Jean Desmonceaux
- Régisseur ensemblier : Louis Seuret
- Production : Les Productions Cinématographiques
- Directeur de production : Robert Prévot
- Distributeur d'origine : Ciné-Sélection
- Distributeur DVD (2008) ; René Chateau Video
- Tournage dans les studios des Buttes-Chaumont et les extérieurs à Louviers
- Pays d'origine :  France
- Genre : Comédie
- Durée : 100 minutes
- Durée DVD : 1h13
- Visa exploitation N°4659 (Tous publics)
- Date de sortie : France, 19 mars 1947 (cinémas « Cinécran », « Eldorado » et « Impérial » à Paris)
- Affiche : Henri Cerutti (France)

## Distribution
- Bourvil : Léon Ménard, le brave paysan
- Suzy Carrier : Nicole, la cousine de Léon
- Bernard Lancret : Didier de Bellemont
- Mona Goya : Gaby Moreuil, l'actrice
- Yvette Andréyor : Mademoiselle, la gouvernante
- Albert Duvaleix : M. Henri Ménard, père de Nicole
- Yves Deniaud : Anthony, l'impresario de Gaby
- Jacques Louvigny : Le comte de Bellemont, le père
- Charles Bouillaud : Joseph, le maître d'hôtel
- Gaston Mauger : Le père Ménard
- Paul Faivre : Maître Perrot, le notaire
- Made Siamé : La mère Ménard
- Jacqueline Beyrot : Rosine Morin, la promise de Léon
- Léon Daubrel : l'industriel Vernier
- Jean Gabert : Antoine
- Frédéric Munié

Non crédités :
- Naudès : Un invité du comte
- Albert Broquin : Un invité à la noce
- Eliane Charles : Une invitée du comte
- Robert Fretel

## Autour du film
- En 1928, André Berthomieu avait fait un film muet éponyme, avec notamment Andrée Gilda, René Lefèvre, Jean Heuzé, Madeleine Carroll.
- Des scènes du film sont tournées au château de Pont-Saint-Pierre (Eure)[1].
- Si Pas si bête n'est pas a proprement parler le premier film de Bourvil, il est le premier dans lequel il figure en vedette principale.
- Le film a réalisé à sa sortie 6 165 418 entrées.
- En 1948, Bourvil reprendra le rôle de Léon Ménard, toujours sous la direction d'André Berthomieu, dans Blanc comme neige et on pourra apercevoir dans sa chambrette parisienne une photo extraite de Pas si bête. En revanche, sa fiancée n'est plus la même.